# ATP-toernooi van Brussel Indoor
Het ATP-toernooi van Brussel Indoor was een tennistoernooi voor mannen dat tussen 1981 en 1992 op de ATP-kalender stond.

## Finales

### Enkelspel
| Jaar | Winnaar          | Runner-up        | Score                       |
| ---- | ---------------- | ---------------- | --------------------------- |
| 1992 | Boris Becker     | Jim Courier      | 6-75, 2-6, 7-610, 7-65, 7-5 |
| 1991 | Guy Forget       | Andrei Cherkasov | 6-3, 7-5, 3-6, 7-6          |
| 1990 | Boris Becker     | Carl-Uwe Steeb   | 7-5, 6-2, 6-2               |
| 1989 | Niet gehouden    | Niet gehouden    | Niet gehouden               |
| 1988 | Henri Leconte    | Jakob Hlasek     | 7-6, 7-6, 6-4               |
| 1987 | Mats Wilander    | John McEnroe     | 6-3, 6-4                    |
| 1986 | Mats Wilander    | Broderick Dyke   | 6-2, 6-3                    |
| 1985 | Anders Järryd    | Mats Wilander    | 6-4, 3-6, 7-5               |
| 1984 | John McEnroe     | Ivan Lendl       | 6-1, 6-3                    |
| 1983 | Peter McNamara   | Ivan Lendl       | 6-4, 4-6, 7-6               |
| 1982 | Vitas Gerulaitis | Mats Wilander    | 4-6, 7-;6, 6-2              |
| 1981 | Jimmy Connors    | Brian Gottfried  | 6-2, 6-4, 6-3               |

### Dubbelspel
| Jaar | Winnaar                             | Runner-up                       | Score         |
| ---- | ----------------------------------- | ------------------------------- | ------------- |
| 1992 | Boris Becker John McEnroe           | Guy Forget Jakob Hlasek         | 6-3, 6-2      |
| 1991 | Todd Woodbridge Mark Woodforde      | Libor Pimek Michiel Schapers    | 6-3, 6-0      |
| 1990 | Emilio Sánchez Slobodan Živojinović | Goran Ivanišević Balázs Taróczy | 7-5, 6-3      |
| 1989 | Niet gehouden                       | Niet gehouden                   | Niet gehouden |
| 1988 | Wally Masur Tom Nijssen             | John Fitzgerald Tomáš Šmíd      | Walk over     |
| 1987 | Boris Becker Slobodan Živojinović   | Chip Hooper Mike Leach          | 7-6, 7-6      |
| 1986 | Boris Becker Slobodan Živojinović   | John Fitzgerald Tomáš Šmíd      | 7-6, 7-5      |
| 1985 | Stefan Edberg Anders Järryd         | Kevin Curren Wojciech Fibak     | 6-3, 7-6      |
| 1984 | Tim Gullikson Tom Gullikson         | Kevin Curren Steve Denton       | 6-4, 6-7, 7-6 |
| 1983 | Heinz Günthardt Balázs Taróczy      | Hans Simonsson Mats Wilander    | 6-2, 6-4      |
| 1982 | Pavel Složil Sherwood Stewart       | Tracy Delatte Chris Dunk        | 6-4, 6-7, 7-5 |
| 1981 | Sandy Mayer Frew McMillan           | Kevin Curren Steve Denton       | 4-6, 6-3, 6-3 |

ITF-toernooien (mannen en vrouwen)

ATP-toernooien (mannen) – ATP-seizoen 2025

WTA-toernooien (vrouwen) – WTA-seizoen 2025

Voormalige toernooien mannen
Voormalige toernooien vrouwen
Voormalige amateurtoernooien
1981 · 1982 · 1983 · 1984 · 1985 · 1986 · 1987 · 1988 · 1989 · 1990 · 1991 · 1992